# Берёзово (Михайловский район)
Берёзово — село Слободского сельского поселения Михайловского района Рязанской области России.

## География
Село расположено у восточного подножия среднерусской возвышенности на берегу реки Волосовка (приток р.Ашманка); в 65 км к юго-западу от г. Рязань и в 23 км к юго-востоку от г. Михайлова.
На севере село граничит с с. Печерники, на юге находится — урочище Дубовой, на востоке — Саларьево.
Высота центра населённого пункта составляет 163 м.
Протяжённость Берёзова составляет 4 км.
В селе две официальные улицы.

### Транспорт
На западе проходит федеральная автодорога E 119 M6 Москва — Тамбов — Волгоград — Астрахань.
На юго-западе в 13 км от села проходит Павелецкое направление Московской железной дороги. Ближайшая станция — Лужковская.

## История
Усадьба основана в первой трети XVII века и в последней четверти XVII века принадлежала стольнику И.И. Нарышкину (ум. 1693), женатому на  А.Р. Караваевой. Затем их сыну стольнику И.И. Нарышкину (1668-1735), женатому вторым браком на А.М. Милославской (1700-1774). Далее их сыну тайному советнику А.И. Нарышкину (1735-1782) женатому на княжне А.Н. Трубецкой (г/р 1737). В середине IXX века усадьба переходит дворянам О.А. и В.П. Телепнёвым. С начала XIХвека в селе сосуществовала ещё одна усадьба, принадлежащая помещику И. Фатову, затем их сыну А.И. Фатову, позже Г.И. Фатову.
Сохранилась: церковь Николая Чудотворца 1707 года, построенная И.И. Нарышкиным, с приделом 1785 года сооружённым совладелицей села М. Фатовой (ум.1801) и колокольней 1803 года возведённой И. Фатовым. Парк из смешанных пород деревьев. М. Фатова захоронена в церкви.
Село образовано около 1850 года государственными крестьянами из с. Печерники на месте сведённого берёзового леса. Отсюда и произошло название села.
Дачи сии вновь сняты на план полюбовно по числу душ девятой ревизии 1850 году между крестьянами с. Печерники и выселившихся из оного в урочище «Березовое»
В 1868 году по середине села была построена деревянная церковь в честь Успения Пресвятой Богородицы.
В годы советской власти в храме был сброшен колокол и церковь находилась в запустении до середины 1990-х годов, пока не была восстановлена на средства местного энтузиаста.
С тех пор и по сей день в церкви проходят воскресные и праздничные службы.

## Население
| 1859 | 1897  | 1906  | 2010 |
| ---- | ----- | ----- | ---- |
| 658  | ↗1511 | ↗1715 | ↘56  |

## Современное состояние
С 2010-х гг. облик живописного некогда села начал постепенно меняться. Под площадку для местного бизнеса по выращиванию и продаже газонной травы и чернозёма сведено, заасфальтировано и огорожено бывшее клубничное поле. Рекультивация обрабатываемых земель не проводится.
В 2017 г. в селе произведена чистка двух старинных прудов (один из них в непосредственной близи от Успенской церкви). Для этих целей вокруг прудов вырублены все деревья, естественный рельеф сровнен, а сами пруды по внешнему виду превращены в гигантские выгребные ямы.